# 3889 Меньшиков
3889 Меньшиков (3889 Menshikov) — астероїд головного поясу, відкритий 6 вересня 1972 року.
Тіссеранів параметр щодо Юпітера — 3,342.